# Герб Тартакова
Герб Тартакова — офіційний символ села Тартаків Шептицького району Львівської області. Затверджений 27 червня 2002 року рішенням виконкому сільської ради.
Автор проекту — А. Гречило. 

## Опис
У червоному полі Архангел Михаїл у золотому обладунку і чоботях та срібній сорочці, штанах, зі срібними крильми, тримає у піднятій над головою правиці золотого полум'яного меча, а в лівиці — синій щит із золотим хрестом, та топче ногами срібного змія. 
Щит увінчано червоною міською короною, що вказує на село, яке давніше було містечком.

## Зміст
Основою для сучасного герба став сюжет з печаток містечка з ХVІІІ ст., на яких Архангел Михаїл б'є мечем змія. 